# Augusta Leigh
Augusta Maria Byron, plus tard Augusta Maria Leigh (26 janvier 1783 - 12 octobre 1851) était la fille de John Byron, par sa première épouse, Amelia Osborne, et la demi-sœur du poète Lord Byron.

## Biographie
Elle était la fille du  capitaine John Byron et de Amelia Osborne, marquise de Carmarthen, 12e baronne Darcy de Knayth, 9 baronne Conyers, 5 comtesse de Mértola (née Darcy , 12 Octobre 1754-1727 Janvier 1784), épouse de Francis Osborne (5e duc de Leeds).
La mère d'Augusta meurt en janvier 1784, peu de temps après sa naissance. Elle fut élevée quelque temps par sa grand-mère maternelle, Lady Holderness, qui décède alors qu'Augusta était encore jeune. Elle fut confiée à des amis ou des proches. En 1807 elle épouse son cousin, le Colonel George Leigh, dont elle a de nombreux enfants. 

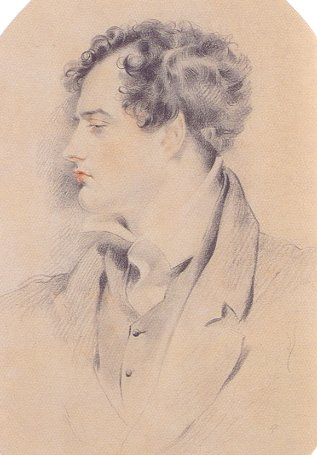
Lord Byron, par Harlow.

Elle ne rencontre son demi-frère, George Gordon Byron, que lorsqu'il est écolier à Harrow. Ils se voient rarement mais s'écrivent régulièrement. Elle devient sa confidente, particulièrement à propos de ses disputes avec sa mère. Leur correspondance s'interrompit durant les deux ans du voyage en Orient de Lord Byron (juin 1809-juillet 1811). Elle reprit lorsque Augusta lui envoya ses condoléances pour sa mère, morte en août 1811. À partir de cette époque ils se voient fréquemment. Leur relation se fait plus amoureuse en juillet 1813, comme en témoignent les lettres de Lord Byron à son amie Lady Melbourne. En avril 1814, Augusta accouche d'une fille, nommée en hommage à l'héroïne du Corsaire, Elizabeth Medora, qui pourrait être la fille de son frère.
À la suite du mariage désastreux de Lord Byron, des rumeurs sur leur relation incestueuse se font jour. C'est en partie pour cette raison qu'il quitte l'Angleterre pour n'y jamais revenir. De Suisse et d'Italie, il lui écrit de nombreuses lettres pleines d'affection, et à l'été 1816, lors de son séjour à la Villa Diodati, en Suisse, il compose les Stances à Augusta.

## Descendance
Elisabeth Médora Leigh-Byron (1814 - 1849)

## Sources
- (en) Cet article est partiellement ou en totalité issu de l’article de Wikipédia en anglais intitulé « Augusta Leigh » (voir la liste des auteurs).

- Notices d'autorité :   - VIAF
  - ISNI
  - BnF (données)
  - IdRef
  - LCCN
  - GND
  - Pays-Bas
  - Israël
  - Suède
  - WorldCat